# Rasmussen
Rasmussen – patronimiczne nazwisko duńskie (9 miejsce) i norweskie (41 miejsce) , oznacza syna Rasmusa. W Danii w 1940 powstał film Sørensen og Rasmussen, gdzie Sørensen jest 8 nazwiskiem w tym kraju.
- Alex Rasmussen (ur. 1984) – duński kolarz
- Allan Stig Rasmussen (ur. 1983) – duński szachista
- Anders Fogh Rasmussen (ur. 1953) – sekretarz generalny NATO
- Bent Rasmussen (ur. 1957) – duński żużlowiec
- Bodil Rasmussen (ur. 1957) – duńska wioślarka
- Flemming Rasmussen (ur. 1968) – duński trójboista siłowy i strongman
- Jens Rasmussen (ur. 1959) – duński żużlowiec
- Johanna Rasmussen (ur. 1983) – duńska piłkarka
- Jørgen Rasmussen (ujednoznacznienie)
- Karsten Rasmussen (ur. 1965) – duński szachista
- Knud Rasmussen (1879-1933) – duński podróżnik
- Lars Løkke Rasmussen (ur. 1964) – duński polityk
- Michael Rasmussen (ur. 1974) – duński kolarz
- Morten Rasmussen (ujednoznacznienie)
- Ole Rasmussen (ur. 1952) – piłkarz duński
- Peter Rasmussen (ur. 1967) – duński piłkarz
- Poul Nyrup Rasmussen (ur. 1943) – duński polityk, premier Danii w latach 1993–2001
- Rie Rasmussen (ur. 1976) – duńska modelka
- Troels Rasmussen (ur. 1961) – piłkarz duński
- Alis A. Rasmussen znana jako Kate Elliott